# Уикс, Брент
Брент Уикс (англ. Brent Weeks; 7 марта 1977) — американский писатель.

## Биография
Брент Уикс родился 7 марта 1977 в штате Монтана. Уикс окончил Колледж Хилсдейл по специальности на английском языке. Недолго работал охранником в баре и преподавал английскую литературу. Сначала стал писать на салфетках в баре, потом на расписании уроков, потом везде, после чего он решился полностью посвятить себя писательству. В данный момент живёт в штате Орегон с женой Кристи и их дочерью.
Первая его работа, трилогия «Ночной Ангел» («The Night Angel»), была опубликована издательством «Orbit Books» в 2008. Трилогия повествует о мальчике-сироте по имени Азот, который становится профессиональным мокрушником (убийцей-магом) после обучения у легендарного мокрушника Дарзо Блинта. Цикл оказался успешным и попал в список бестселлеров Нью-Йорк Таймс. Эта серия книг была переведена на десять языков, а первая книга из серии опубликована в качестве графической новеллы издательством Yen Press. В России трилогия была выпущена издательством «Эксмо» в серии «Мастера меча и магии» в 2010 году.
Первая книга цикла «Светоносный» вышла в конце августа 2010 года. Первоначально предполагалось, что это будет трилогия, но в 2012 публицисты Уикса анонсировали, что серия будет состоять из четырёх книг , три из которых вышли к августу 2014 года. 11 мая 2016 писатель сообщил на своём официальном сайте, что следующая книга выйдет 25/27 октября в США и Великобритании, а весь цикл будет состоять из пяти книг.

## Фэнтези

### Цикл: Ночной Ангел

#### Путь тени
Оригинальное название: The Way of Shadows 

Год издания: 2008 

В мире Мидсайру царят жестокие нравы. Если не убьешь ты, то убьют тебя. Мальчик Азот убедился в этом на собственной шкуре, иначе бы он ни за что не пошёл в ученики к Дарзо Блинту, наемному убийце. Как всякий вступивший на этот путь, юный ученик меняет имя. Теперь он не Азот, а Кайлар, и для того, чтобы по-настоящему овладеть профессией, ему нужно пробудить в себе колдовской талант. Тем временем в королевстве происходят события, не предвещающие для его жителей ничего хорошего. Убит наследный принц, похищен ка’кари, серебряный шар, способный сделать человека бессмертным и неуязвимым для любого оружия, а на само королевство идет войной армия неприятеля.

#### На краю тени
Оригинальное название: Shadow’s Edge 

Год издания: 2008 

Трон Сенарии захвачен Гэротом Урсуулом, объявившим себя королём-богом. Логан Джайр, законный наследник, вынужден скрываться в подземных норах от преследования жестокой власти. Кайлар Стерн, профессиональный убийца и обладатель колдовского таланта, решает навсегда расстаться с профессией и перекроить судьбу. Но, узнав о судьбе Логана, своего лучшего друга, Кайлар встает перед мучительным выбором: или отказаться от Пути тени и жить в покое со своей возлюбленной, или пойти на великий риск и совершить последнее в своей жизни, решающее убийство.

#### По ту сторону тени
Оригинальное название: Beyond the Shadows 

Год издания: 2008 

Черные маги рвутся к власти в мире Мидсайру. Если три магических артефакта древности — чёрный ка’кари, жезл Правосудия и волшебный меч Кьюрох — окажутся в их руках, маги пробудят ото сна титана, покоящегося в Чёрном Кургане, и он, возглавив полчища мертвецов, пройдет по миру, не щадя ничего живого. Единственная надежда мира — Кайлар Стерн, бывший профессиональный убийца, а теперь ночной ангел, награждённый даром бессмертия. Он готов выйти на бой со злом, но судьба ставит его перед мучительным выбором: чтобы вступить в борьбу, он должен пожертвовать самым для него дорогим — своей возлюбленной и младенцем, которого она носит под сердцем…

#### Идеальная тень
Оригинальное название: Perfect Shadow 

Год издания: 2011 

Приквел к трилогии «Ночной Ангел». 

Гаэлан Звездный огонь — фермер, счастливый муж и отец; заботливый, спокойный, простой человек. Кроме того, он бессмертный, несравненный в искусстве войны. На протяжении веков он носил многие личины, чтобы скрыть свой дар, но он слишком часто становился героем, многие его имена попадали в легенды…

### Цикл: Светоносный

#### The Black Prism
Оригинальное название: The Black Prism 

Год издания: 2010 

Каждый свет отбрасывает тень. Гэвин Гайл - Призма, самый могущественный человек в мире. Только его сила, ум и обаяние сохраняют хрупкий мир. Но Призма не вечен, и Гайл точно знает сколько ему осталось жить. Когда Гайл узнаёт, что у него есть сын, рождённый в далёком королевстве после войны, которая дала ему силы, он должен решить как много он готов заплатить за защиту секрета, который способен разорвать его мир на части.

#### The Blinding Knife
Оригинальное название: The Blinding Knife 

Год издания: 2012 

Гэвин Гайл умирает. Он знал, что у него осталось пять лет - а теперь меньше одного. Пятьдесят тысяч беженцев, внебрачный сын и бывшая невеста, узнавшая его самый тёмный секрет - проблемы подступают со всех сторон. Пока он теряет контроль, мировая магия обезумевает, угрожая уничтожить Семь Сатрапий. Старые боги возрождаются, и их армия непобедима. Единственным спасением может быть брат, чью свободу и жизнь Гэвин украл шестнадцать лет назад.

#### The Broken Eye
Оригинальное название: The Broken Eye 

Год издания: 2014 

После того как старые боги пробудились и сатрапии раскололись, расы Хромерии должны найти единственного человека, который ещё может закончить гражданскую войну, поглотившую привычный мир. Но Гэвин Гайл был захвачен врагом и порабощен на пиратской галере. Что ещё хуже, Гэвин потерял больше чем все его силы как Призмы - он не может использовать магию вовсе. Без защиты его отца, Кип Гайл встретится лицом к лицу с мастером теней, также как его отец когда-то был избран Призмой и получил силу. С Теей и Каррисом, Кип будет вынужден использовать свой ум на полную, чтобы выжить в тайной войне между благородными домами, религиозными фракциями, повстанцами и восходящим орденом убийц под названием "Сломанный Глаз"

#### The Blood Mirror
Оригинальное название: The Blood Mirror 

Год издания: 2016 

Бывший император Гэвин гайл заключен в своей собственной магической тюрьме без перспективы сбежать. А люди, которыми он когда-то правил, разделены на магические и политические силы и считают его погибшим. Но мир столкнулся с бедствием большим, чем Семь Сатрапий встречали когда-либо прежде... и только он может спасти его. После того как армии Белого Короля нанесли поражение Хромерии и старые боги возродились, судьба миров сводится к одному вопросу: кто является Светоносным?